# Saison 2022-2023 du Club athlétique Brive Corrèze Limousin
 (novembre 2022).
Si vous disposez d'ouvrages ou d'articles de référence ou si vous connaissez des sites web de qualité traitant du thème abordé ici, merci de compléter l'article en donnant les références utiles à sa vérifiabilité et en les liant à la section « Notes et références ».
 (novembre 2022).
- Si vous ne connaissez pas le sujet, laissez ce bandeau (vous pouvez alors contacter les auteurs).
- Si vous supprimez le contenu mis en cause (vous pouvez préalablement contacter les auteurs),

argumentez précisément cette suppression dans la page de discussion
(un manque de référence n'est pas un argument ; une recherche réelle de référence doit avoir été effectuée, être formellement documentée).
Cette page présente la saison 2022-2023 du Club athlétique Brive Corrèze Limousin en Top 14 et en challenge Cup.

## Joueurs et encadrement

### Effectif
| Nom                      | Poste            | Naissance         | Nationalité sportive | International     | Dernier club          | Arrivée au club (année) |
| ------------------------ | ---------------- | ----------------- | -------------------- | ----------------- | --------------------- | ----------------------- |
| Lucas Da Silva           | Talonneur        | 19 décembre 1997  | France               | -                 | Stade français        | 2022                    |
| Florian Dufour           | Talonneur        | 19 octobre 1997   | France               | -                 | Union Bordeaux Bègles | 2020                    |
| Vano Karkadze            | Talonneur        | 25 juin 2000      | Géorgie              |                   | Stade aurillacois     | 2019                    |
| Motu Matu'u              | Talonneur        | 30 avril 1987     | Samoa                |                   | Stade rochelais       | 2021                    |
| Daniel Brennan           | Pilier           | 23 septembre 1998 | France               | -                 | Montpellier HR        | 2020                    |
| Pietro Ceccarelli        | Pilier           | 16 février 1992   | Italie               |                   | Edimbourg Rugby       | 2020                    |
| Luka Japaridze           | Pilier           | 6 septembre 1998  | Géorgie              |                   | Formé au club         | 2019                    |
| Wesley Tapueluelu        | Pilier           | 3 décembre 1999   | Tonga                | -                 | Formé au club         | 2019                    |
| Hayden Thompson-Stringer | Pilier           | 29 décembre 1994  | Angleterre           | -                 | Saracens              | 2019                    |
| Malino Vanaï             | Pilier           | 4 mai 1993        | France               | -                 | SU Agen               | 2022                    |
| Marcel van der Merwe     | Pilier           | 24 octobre 1990   | Afrique du Sud       |                   | London Irish          | 2022                    |
| Julien Delannoy          | Deuxième ligne   | 15 juin 1995      | France               | -                 | Section paloise       | 2022                    |
| Mitch Lees               | Deuxième ligne   | 12 novembre 1988  | Australie            | -                 | Exeter Chiefs         | 2019                    |
| Lucas Paulos             | Deuxième ligne   | 9 janvier 1998    | Argentine            |                   | Jaguares              | 2020                    |
| Tevita Ratuva            | Deuxième ligne   | 8 mai 1995        | Fidji                |                   | Scarlets              | 2021                    |
| Oskar Rixen              | Deuxième ligne   | 9 février 2002    | Allemagne            |                   | Stade français        | 2022                    |
| Renger Van Eerten        | Deuxième ligne   | 2 août 1999       | Pays-Bas             | -                 | Formé au club         | 2020                    |
| Andrés Zafra             | Deuxième ligne   | 26 mars 1996      | Colombie             |                   | SU Agen               | 2021                    |
| Esteban Abadie           | Troisième ligne  | 1er février 1997  | France               | -                 | Racing 92             | 2019                    |
| Abraham Papali'i (en)    | Troisième ligne  | 20 juin 1993      | Nouvelle-Zélande     | -                 | Connacht Rugby        | 2022                    |
| Rodrigo Bruni            | Troisième ligne  | 3 septembre 1993  | Argentine            |                   | RC Vannes             | 2022                    |
| Saïd Hireche             | Troisième ligne  | 27 mai 1985       | Algérie              |                   | Stade aurillacois     | 2012                    |
| Retief Marais            | Troisième ligne  | 20 juillet 1995   | Afrique du Sud       | -                 | Sharks                | 2017                    |
| Matthieu Voisin          | Troisième ligne  | 16 mai 1996       | France               | -                 | Racing 92             | 2018                    |
| Paul Abadie              | Demi de mêlée    | 28 juillet 1994   | France               | -                 | SU Agen               | 2021                    |
| Léo Carbonneau           | Demi de mêlée    | 7 octobre 2004    | France               | -                 | Formé au club         | 2022                    |
| Vasil Lobzhanidze        | Demi de mêlée    | 14 octobre 1996   | Géorgie              |                   | RC Armazi             | 2016                    |
| Enzo Sanga               | Demi de mêlée    | 19 mai 1995       | France               | -                 | Valence Romans DR     | 2021                    |
| Enzo Hervé               | Demi d'ouverture | 13 octobre 1998   | France               | -                 | Formé au club         | 2017                    |
| Tanguy Lacoste           | Demi d'ouverture | 17 décembre 2002  | France               | -                 | Formé au club         | 2021                    |
| Stuart Olding            | Demi d'ouverture | 11 mars 1993      | Irlande              | Drapeau : Irlande | Ulster Rugby          | 2018                    |
| Sammy Arnold             | 3/4 centre       | 8 avril 1996      | Irlande              | Drapeau : Irlande | Connacht Rugby        | 2022                    |
| Tom Danovaro             | 3/4 centre       | 27 juin 2001      | France               | -                 | Formé au club         | 2021                    |
| Maxence Darthou          | 3/4 centre       | 27 mars 2001      | France               | -                 | Formé au club         | 2019                    |
| Guillaume Galletier      | 3/4 centre       | 7 mars 1997       | France               | -                 | Montpellier HR        | 2019                    |
| Nico Lee (en)            | 3/4 centre       | 13 mars 1994      | Afrique du Sud       | -                 | Cheetahs              | 2019                    |
| Setariki Tuicuvu         | 3/4 centre       | 7 septembre 1995  | Fidji                |                   | ASM Clermont          | 2020                    |
| Setareki Bituniyata      | 3/4 aile         | 12 août 1995      | Fidji                | -                 | RC Massy              | 2019                    |
| Wesley Douglas           | 3/4 aile         | 28 novembre 1996  | Angleterre           | -                 | AS Béziers            | 2020                    |
| Axel Müller              | 3/4 aile         | 25 novembre 1993  | Argentine            | -                 | US Oyonnax            | 2018                    |
| Valentin Tirefort        | 3/4 aile         | 1er juillet 1998  | France               | -                 | Stade rochelais       | 2020                    |
| Mathis Ferté             | Arrière          | 2 février 2004    | France               | -                 | Formé au club         | 2022                    |
| Aaron Grandidier         | Arrière          | 18 mai 2000       | France               | -                 | Formé au club         | 2019                    |
| Joris Jurand             | Arrière          | 11 novembre 1995  | France               | -                 | Montpellier HR        | 2018                    |
| Thomas Laranjeira        | Arrière          | 5 mai 1992        | France               | -                 | Formé au club         | 2012                    |

‌

## Calendrier et résultats
| Date du match     | Domicile              | Extérieur             | Score | Lieu du match              | Catégorie                           | Classement | Diffuseur         | Horaire |
| ----------------- | --------------------- | --------------------- | ----- | -------------------------- | ----------------------------------- | ---------- | ----------------- | ------- |
| 3 septembre 2022  | CA Brive              | Lyon OU               | 27-31 | Stade Amédée-Domenech      | 1re journée de Top 14               | 10         | Rugby+            | 17h00   |
| 10 septembre 2022 | USA Perpignan         | CA Brive              | 6-17  | Stade Aimé-Giral           | 2e journée de Top 14                | 3          | Rugby+            | 17h00   |
| 17 septembre 2022 | CA Brive              | Montpellier HR        | 26-31 | Stade Amédée-Domenech      | 3e journée de Top 14                | 8          | Canal+ Sport      | 17h00   |
| 24 septembre 2022 | Castres olympique     | CA Brive              | 12-6  | Stade Pierre-Fabre         | 4e journée de Top 14                | 12         | Rugby+            | 17h00   |
| 1er octobre 2022  | CA Brive              | Aviron bayonnais      | 25-22 | Stade Amédée-Domenech      | 5e journée de Top 14                | 6          | Canal+ Sport      | 17h00   |
| 8 octobre 2022    | RC Toulon             | CA Brive              | 47-0  | Stade Mayol                | 6e journée de Top 14                | 11         | Rugby+            | 17h00   |
| 15 octobre 2022   | CA Brive              | Stade toulousain      | 7-45  | Stade Amédée-Domenech      | 7e journée de Top 14                | 12         | Canal+ Sport      | 15h00   |
| 22 octobre 2022   | Stade français        | CA Brive              | 27-0  | Parc des sports d'Aguiléra | 8e journée de Top 14                | 12         | Rugby+            | 17h00   |
| 29 octobre 2022   | CA Brive              | Racing 92             | 38-41 | Stade Amédée-Domenech      | 9e journée de Top 14                | 14         | Rugby+            | 17h00   |
| 6 novembre 2022   | CA Brive              | Stade rochelais       | 17-19 | Stade Amédée-Domenech      | 10e journée de Top 14               | 14         | Rugby+            | 17h00   |
| 26 novembre 2022  | Section paloise       | CA Brive              | 22-6  | Stade du Hameau            | 11e journée de Top 14               | 14         | Rugby+            | 15h00   |
| 3 décembre 2022   | Union Bordeaux Bègles | CA Brive              | 33-13 | Stade Chaban-Delmas        | 12e journée de Top 14               | 14         | Rugby+            | 17h00   |
| 10 décembre 2022  | Cardiff Rugby         | CA Brive              | 41-0  | Cardiff Arms Park          | 1er journée de Challenge Cup        | 10e        | beIN Sports MAX 5 | 17h30   |
| 16 décembre 2022  | CA Brive              | Connacht Rugby        | 24-31 | Stade Amédée-Domenech      | 2e journée de Challenge Cup         | 8e         | -                 | 21h00   |
| 23 décembre 2022  | CA Brive              | ASM Clermont Auvergne | 20-16 | Stade Amédée-Domenech      | 13e journée de Top 14               | 14         | Rugby+            | 18h45   |
| 31 décembre 2022  | Lyon OU               | CA Brive              | 27-30 | Matmut Stadium Gerland     | 14e journée de Top 14               | 13         | Rugby+            | 17h00   |
| 7 janvier 2023    | CA Brive              | RC Toulon             | 26-17 | Stade Amédée-Domenech      | 15e journée de Top 14               | 13         | Rugby+            | 17h00   |
| 14 janvier 2023   | Connacht Rugby        | CA Brive              | 61-5  | Galway Sportsground        | 3e journée de Challenge Cup         | 9e         | -                 | 17h30   |
| 21 janvier 2023   | CA Brive              | Cardiff Rugby         | 37-24 | Stade Amédée-Domenech      | 4e journée de Challenge Cup         | 6e         | -                 | 21h00   |
| 28 janvier 2023   | Aviron bayonnais      | CA Brive              | 37-9  | Stade Jean-Dauger          | 16e journée de Top 14               | 13         | Rugby+            | 17h00   |
| 4 février 2023    | CA Brive              | USA Perpignan         | -     | Stade Amédée-Domenech      | 17e journée de Top 14               | 13         | Rugby+            | 17h00   |
| 18 février 2023   | Racing 92             | CA Brive              |       | Paris La Défense Arena     | 18e journée de Top 14               | 14         | Rugby+            | 17h00   |
| 25 février 2023   | Stade rochelais       | CA Brive              | -     | Stade Marcel-Deflandre     | 19e journée de Top 14               | 14         | Rugby+            | 17h00   |
| mars 2023         | CA Brive              | Union Bordeaux Bègles | -     | Stade Amédée-Domenech      | 20e journée de Top 14               | 14         | Rugby+            | 17h00   |
| mars 2023         | ASM Clermont Auvergne | CA Brive              |       | Stade Marcel-Michelin      | 21e journée de Top 14               | 14         | Rugby+            | 17h00   |
| 1er avril 2023    | Scarlets              | CA Brive              | -     | Parc y Scarlets            | Huitième de finale de Challenge Cup | -          | -                 | -       |
| avril 2023        | CA Brive              | Stade français        | -     | Stade Amédée-Domenech      | 22e journée de Top 14               | 14         | Rugby+            | 17h00   |
| avril 2023        | CA Brive              | Section paloise       | -     | Stade Amédée-Domenech      | 23e journée de Top 14               | 14         | Rugby+            | 17h00   |
| mai 2023          | Montpellier HR        | CA Brive              | -     | GGL Stadium                | 24e journée de Top 14               | 14         | Rugby+            | 17h00   |
| 13 mai 2023       | CA Brive              | Castres olympique     | -     | Stade Amédée-Domenech      | 25e journée de Top 14               | 14         | Rugby+            | 17h00   |
| 28 mai 2023       | Stade toulousain      | CA Brive              | -     | Stade Ernest-Wallon        | 26e journée de Top 14               | 14         | -                 | -       |

## Feuilles de matchs
1. ↑  « Feuille de match CA Brive - Lyon OU », sur lnr.fr (consulté le 3 septembre 2022)
2. ↑  « Feuille de match USA Perpignan - CA Brive », sur lnr.fr (consulté le 10 septembre 2022)
3. ↑  « Feuille de match CA Brive - Montpellier HR », sur lnr.fr (consulté le 17 septembre 2022)
4. ↑  « Feuille de match Castres olympique - CA Brive », sur lnr.fr (consulté le 24 septembre 2022)
5. ↑  « Feuille de match CA Brive - Aviron bayonnais », sur lnr.fr (consulté le 1er octobre 2022)
6. ↑  « Feuille de match RC Toulon - CA Brive », sur lnr.fr (consulté le 8 octobre 2022)
7. ↑  « Feuille de match CA Brive - Stade toulousain », sur lnr.fr (consulté le 15 octobre 2022)
8. ↑  « Feuille de match Stade français - CA Brive », sur lnr.fr (consulté le 22 octobre 2022)
9. ↑  « Feuille de match CA Brive - Racing 92 », sur lnr.fr (consulté le 29 octobre 2022)
10. ↑  « Feuille de match CA Brive - Stade rochelais », sur lnr.fr (consulté le 29 octobre 2022)
11. ↑  « Feuille de match Section paloise - CA Brive », sur lnr.fr (consulté le 26 novembre 2022)
12. ↑  « Feuille de match Union Bordeaux Bègles - CA Brive », sur lnr.fr (consulté le 3 décembre 2022)
13. ↑  « Feuille de match Cardiff Rugby - CA Brive », sur epcrugby.com (consulté le 11 décembre 2022)
14. ↑  « Feuille de match CA Brive - Connacht Rugby », sur epcrugby.com (consulté le 11 décembre 2022)
15. ↑  « Feuille de match CA Brive - ASM Clermont », sur lnr.fr (consulté le 23 décembre 2022)
16. ↑  « Feuille de match Lyon OU - CA Brive », sur lnr.fr (consulté le 31 décembre 2022)
17. ↑  « Feuille de match CA Brive - RC Toulon », sur lnr.fr (consulté le 9 janvier 2023)
18. ↑  « Feuille de match Connacht Rugby - CA Brive », sur epcrugby.com (consulté le 14 janvier 2023)
19. ↑  « Feuille de match CA Brive - Cardiff Rugby », sur lnr.fr (consulté le 21 janvier 2023)
20. ↑  « Feuille de match Aviron bayonnais - CA Brive », sur lnr.fr (consulté le 28 janvier 2023)